# Makassar
Makassar (buginesiska-makassariska: ᨀᨚᨈ ᨆᨀᨔᨑ, även stavat Makasar) är en hamnstad vid Makassarsundet på sydvästra Sulawesi i Indonesien. Den är administrativ huvudort för provinsen Sulawesi Selatan och har cirka 1,5 miljoner invånare. 
Mellan 1971 och 1999 kallades staden för Ujung Pandang efter en förkolonial handelsplats i staden. Båda namnen på staden brukar användas.
Terrängen i Kecamatan Makkassar är mycket platt.

## Historia
På 1500-talet var Makassar den dominerande handelsplatsen i östra Indonesien och blev snart den största östaden i Sydostasien. De makassaresiska kungarna förde en strikt policy om fri handel och menade att alla besökare hade rätt att göra affärer i staden. De gick därmed mot det Holländska Ostindiska Kompaniet som ville ha monopol i staden. Andra toleranta regler som kungarna hade var bland annat att trots att islam blev den dominerande tron i regionen så var även kristna välkomna att göra affärer. Med dessa attraktioner var Makassar dels ett huvudsäte för malajer som arbetade på Moluckerna och dels en värdefull bas för långväga europeiska och arabiska handelsmän.
Makassars betydelse minskade då holländarna blev starkare i regionen och kunde införa det monopol över handeln som de önskade. Holländarna allierade sig med den bugiske prinsen Arung Palakka 1667 och invaderade och erövrade Makassar vilket medförde att stadens ställning som handelscentrum kraftigt försvagades.

## Ekonomi

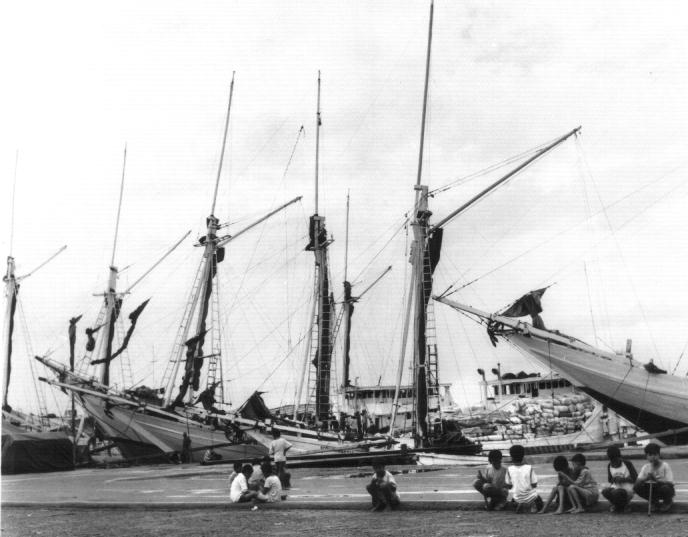
Pinisibåtar vid hamnen i Taopere i Makassar.

Staden är södra Sulawesis huvudhamn med regelbundna inhemska och internationella fartyg. Den är känd i landet som en viktig hamn som drar till sig pinisibåtar, vilket är segelbåtar som är bland de sista som används för långväga handelstransporter.
Under kolonialtiden var staden känd för att ha gett namnet åt makassaroljan som exporterades i stora kvantiteter. Makassar är även ett stort fiskecentrum på Sulawesi och en av de största näringarna är trepangindustrin.

## Administrativ indelning
Kommunen Kota Makassar är indelad i 15 kecamatan som i sin tur är indelade i 153 kelurahan.
Kecamatan: Biringkanaya, Bontoala, Kepulauan Sangkarrang, Makassar, Mamajang, Manggala, Mariso, Panakkukang, Rappocini, Tallo, Tamalanrea, Tamalate, Ujung Pandang, Ujung Tanah och Wajo.

## Litterära källor
- Reid, Anthony. 1999. Charting the shape of early modern Southeast Asia. Chiang Mai: Silkworm Books. ISBN 974-7551-06-3. pp. 100-154.